# Benedikt Hübner
Benedikt Hübner  (* 1979 in Halle (Saale)) ist ein deutscher Kontrabassspieler. 

## Leben
Benedikt Hübner studierte zwischen 1999 und 2004 an der Hochschule für Musik und Theater Leipzig. Zu seinen Lehrern gehörten in dieser Zeit u. a. Achim Beyer und Frithjof M. Grabner. Seine Studien schloss er mit dem Konzertexamen ab, welches er an der Hochschule für Musik in Berlin bei Esko Laine durchführte.
Im Anschluss an sein Studium bekam Benedikt Hübner ein Engagement bei der Sächsischen Staatskapelle in Dresden, bevor er 2007 zur Dresdner Philharmonie wechselte, wo er seitdem die Stelle des ersten Solokontrabassisten bekleidet.
Parallel zu seinem orchestralen Engagement war er zunächst Lehrbeauftragter an der Hochschule für Musik und Theater in Leipzig (2009–2012) und seit 2012 an der Hochschule für Musik in Dresden. 2015 wurde er von letzterer Hochschule zum Professor für Kontrabass berufen.

## Preise (Auswahl)
- 2004: 2. Preis beim dritten Internationalen J.M. Sperger Wettbewerb[6]
- 2005: 1. Preis beim Internationalen Instrumentalwettbewerb Markneukirchen[7]